# Николай Пимоненко
Никола́й Корни́лович Пимоне́нко (на украински: Микола Корнилович Пимоненко) е украински живописец, автор на много картини свързани с актуалната украинска национална тематика за времето си.
Член на Обществото на передвижниците, а от 1904 г. и на Императорската художествена академия.

## Картини
- Брод
- Свечеряване
- Жътва в Украйна
- Великденска утринна молитва в Малорусия. 1891 г.
- Сватове
- Коледно гадание
- Сенокос
- Украинска нощ
- Жертва на фанатизма
- На поход